# Laghnadra
Laghnadra  (in arabo الغنادرة‎?) è un centro abitato e comune rurale del Marocco situato nella provincia di Sidi Bennour, regione di Casablanca-Settat. Conta una popolazione di 33 553 abitanti (censimento 2014).